# 中国人民警察节
中国人民警察节，是中华人民共和国人民警察的专属节日。
2020年7月11日，在经过中华人民共和国公安部申请、得到中国共产党中央委员会批准、并由中华人民共和国国务院批复之后，中国大陆政府决定将自2021年起的每年1月10日设立为“中国人民警察节”，以表彰中国内地各级警务人员为维护社会治安而做出的无私奉献。
该节日亦为纪念1986年广州市110报警服务台在全国率先正式开通35周年而设，而这一日期也对民众认识警务热线“110”起到了一定的宣传作用。